# دماء في الخرطوم
دماء في الخرطوم رواية  تحكي عن رجل أعمال سوداني يعيش حياة مزدوجة ليحمي عائلته من هويته المثلية. الأحداث تروي في  معظمها  على لسان ابنه الذي لم يتقبل طبيعة والده إلا بعد مقتل هذا الأخير. 
الرواية ذات طابع بوليسي، مع الحفاظ على لونية وخصوصية المجتمعات المحافظة.